# Bullet Baker
Roy Marlon Baker, detto Bullet (Casper, 4 novembre 1900 – Long Beach, 18 giugno 1961), è stato un giocatore di football americano statunitense che ha giocato nei ruoli di quarterback, halfback, end e fullback nella National Football League (NFL).
Al college giocò a football alla Santa Clara University e alla University of Southern California.

## Carriera professionistica
Nel corso della sua carriera dal 1928 al 1931, Baker giocò per Chicago Cardinals, New York Yankees, Green Bay Packers, Staten Island Stapletons nella NFL. Prima di allora aveva giocato nel 1926 con i New Yankees della prima incarnazione della American Football League. Concluse la sua esperienza nel football professionistico giocando con i St. Louis Gunners nel 1931 e allenandoli nel 1932. Baker vinse il campionato NFL del 1929 mentre militava tra le file dei Green Bay Packers.

## Vittorie e premi
- Campione NFL: 1

Green Bay Packers: 1929

## Statistiche
| Partite totali | 47 |